# Ardisia malouiana
Ardisia malouiana är en viveväxtart som först beskrevs av Lucien Linden och Rodigas, och fick sitt nu gällande namn av Markgraf. Ardisia malouiana ingår i släktet Ardisia och familjen viveväxter. Inga underarter finns listade i Catalogue of Life.